# Iso-Hertukainen
Iso-Hertukainen är en ö i Finland. Den ligger i Skärgårdshavet eller Bottenhavet och i kommunen Nystad i den ekonomiska regionen  Nystadsregionen i landskapet Egentliga Finland, i den sydvästra delen av landet. Ön ligger omkring 61 kilometer nordväst om Åbo och omkring 210 kilometer väster om Helsingfors.
Öns area är 4,1 hektar och dess största längd är 330 meter i sydöst-nordvästlig riktning. I omgivningarna runt Iso-Hertukainen växer i huvudsak blandskog.